# Rajabhat-Universität Nakhon Pathom
Die Rajabhat-Universität Nakhon Pathom (thailändisch มหาวิทยาลัยราชภัฏนครปฐม, im englischen Sprachgebrauch: Nakhon Pathom Rajabhat University, kurz NPRU) ist eine öffentliche Universität im Rajabhat-System von Thailand.

## Lage
Das Universitätsgelände liegt im Landkreis (Amphoe) Nakhon Pathom in der gleichnamigen Provinz. Nakhon Pathom liegt in Zentralthailand.

## Geschichte
Die Nakhon Pathom Rajabhat Universität wurde ursprünglich 1936 als „Teacher Training School“ für Mädchen gegründet. Die Schule wurde dann stufenweise zum Nakhon Pathom Rajabhat Institut ernannt, bevor sie dann am 15. Juni 2004 denn Status einer Universität erhielt.

## Allgemeines
Präsident der Universität ist Somdej Ninlapan (thailändisch ผู้ช่วยศาสตราจารย์สมเดช นิลพันธุ์).

### Symbole
Die Universitätsblume ist die Bougainvillea spp.
Das Emblem der Universität besteht aus den Farben: blau, grün, gold, rot und weiß, wobei jede Farbe eine eigene Bedeutung hat:
- Das Blau steht für das Königtum und stellt den Bezug her, dass der Name Rajabhat Universitäten vom König stammt.
- Das Grün steht für die 40 Standorte der Rajabhat Universitäten und der auserlesenen naturgemäßen Umgebung.
- Das Gold bedeutet Intellektueller Reichtum.
- Das Rot steht für die lokalen Künste und kulturellen Verzierung aller Rajabhat Universitäts-Standorte.

## Akademische Einrichtungen
Die Universität besitzt vier Fakultäten mit Bachelor-Studiengängen, Master-Studiengängen und Promotionsstudiengang.
- Fakultät für Pädagogik
- Fakultät für Human- und Sozialwissenschaften
- Fakultät für Naturwissenschaften und Technologien
- Fakultät Betriebswirtschaft und Management